# Aleuropteryx loewii
Aleuropteryx loewii is een insect uit de familie van de dwerggaasvliegen (Coniopterygidae), die tot de orde netvleugeligen (Neuroptera) behoort. 
De wetenschappelijke naam Aleuropteryx loewii is voor het eerst geldig gepubliceerd door Klapálek in 1894.